# Macedonia na Zimowych Igrzyskach Olimpijskich 2006
Macedonię na Zimowych Igrzyskach Olimpijskich 2006 reprezentowało 3 zawodników. Chorążym ekipy był Ǵorgi Markowski.

## Biegi narciarskie

### Mężczyźni
| Zawodniczka       | Konkurencja              | Czas    | Pozycja | Źródło |
| ----------------- | ------------------------ | ------- | ------- | ------ |
| Darko Damjanowski | 15 km techniką klasyczną | 48:33.7 | 84.     | [ 1 ]  |

## Narciarstwo alpejskie

### Kobiety
| Zawodnik        | Konkurencja   | 1. przejazd | 1. przejazd | 2. przejazd | 2. przejazd | Suma czasów | Pozycja | Źródło |
| Zawodnik        | Konkurencja   | Czas        | Pozycja     | Czas        | Pozycja     | Suma czasów | Pozycja | Źródło |
| --------------- | ------------- | ----------- | ----------- | ----------- | ----------- | ----------- | ------- | ------ |
| Iwana Iwczewska | Slalom gigant | 1:13.89     | 50.         | 1:23.47     | 39.         | 2:37.36     | 40.     | [ 2 ]  |
| Iwana Iwczewska | Slalom        | 52.40       | 51.         | 57.73       | 48.         | 1:50.13     | 48.     | [ 3 ]  |

### Mężczyźni
| Zawodnik        | Konkurencja   | 1. przejazd | 1. przejazd | 2. przejazd | 2. przejazd | Suma czasów      | Pozycja          | Źródło |
| Zawodnik        | Konkurencja   | Czas        | Pozycja     | Czas        | Pozycja     | Suma czasów      | Pozycja          | Źródło |
| --------------- | ------------- | ----------- | ----------- | ----------- | ----------- | ---------------- | ---------------- | ------ |
| Ǵorgi Markowski | Slalom gigant | DNF         | DNF         | DNS         | DNS         | Nieklasyfikowany | Nieklasyfikowany | [ 4 ]  |
| Ǵorgi Markowski | Slalom        | 1:04.03     | 51.         | DNF         | DNF         | Nieklasyfikowany | Nieklasyfikowany | [ 5 ]  |